# Élections municipales de 2013 à New York
 (novembre 2018).
Si vous disposez d'ouvrages ou d'articles de référence ou si vous connaissez des sites web de qualité traitant du thème abordé ici, merci de compléter l'article en donnant les références utiles à sa vérifiabilité et en les liant à la section « Notes et références ».
Les élections municipales de 2013 à New York se sont tenues le 5 novembre 2013 afin d'élire le maire de la ville et les conseillers municipaux. Le maire sortant, Michael Bloomberg ne peut se représenter. Effectivement, la loi lui interdit de se représenter après 2 mandats. En 2009, il avait pu se représenter car le conseil municipal avait prolongé le nombre de mandat à 3. En 2010, un référendum rétablit ce chiffre à 2. 
Le candidat démocrate Bill de Blasio est élu maire et succède à Michael Bloomberg.

## Sondages
| Source              | Date                            | Échantillon | Marge d'erreur | Joe Lhota (R) | Bill de Blasio (D) | Adolfo Carrión, Jr. (I) | Autres | Indécis |
| ------------------- | ------------------------------- | ----------- | -------------- | ------------- | ------------------ | ----------------------- | ------ | ------- |
| Quinnipiac          | 25-29 octobre 2013              | 728         | ± 3.6 %        | 26 %          | 65 %               | 3 %                     | -      | 7 %     |
| Siena               | 21-26 octobre 2013              | 701         | ± 3.7 %        | 23 %          | 68 %               | -                       | 3 %    | 6 %     |
| Quinnipiac          | 16-20 octobre 2013              | 973         | ± 3.1 %        | 24 %          | 68 %               | 2 %                     | -      | 5 %     |
| Penn Schoen Berland | 15-19 octobre 2013              | 801         | ± 3.46 %       | 23 %          | 64 %               | 2 %                     | 2 %    | 9 %     |
| Marist              | 6-8 octobre 2013                | 1 305       | ± 4.4 %        | 23 %          | 67 %               | 2 %                     | 1 %    | 7 %     |
| Siena               | 28 septembre - 2 octobre 2013   | 700         | ± 4 %          | 19 %          | 68 %               | 2 %                     | 1 %    | 10 %    |
| Quinnipiac          | 25 septembre - 1er octobre 2013 | 1 198       | ± 2.8 %        | 21 %          | 71 %               | 2 %                     | 1 %    | 5 %     |
| Quinnipiac          | 15-18 septembre 2013            | 891         | ± 3.3 %        | 25 %          | 66 %               | 2 %                     | 1 %    | 6 %     |
| Marist              | 15-16 septembre 2013            | 1 216       | ± 3.9 %        | 22 %          | 65 %               | 3 %                     | 1 %    | 9 %     |
| Quinnipiac          | 15-18 avril 2013                | 1 161       | ± 2.9 %        | 19 %          | 59 %               | -                       | 2 %    | 21 %    |
| Quinnipiac          | 3-8 avril 2013                  | 1 417       | ± 2.6 %        | 18 %          | 55 %               | -                       | 2 %    | 24 %    |
| Quinnipiac          | 20-25 février 2013              | 1 017       | ± 3.1 %        | 18 %          | 58 %               | -                       | 2 %    | 22 %    |
| Marist              | 4-12 février 2013               | 816         | ± 3.4 %        | 18 %          | 60 %               | -                       | -      | 22 %    |
| Quinnipiac          | 8-14 janvier 2013               | 1 332       | ± 2.7 %        | 17 %          | 57 %               | -                       | 1 %    | 24 %    |

## Résultats
| Candidat | Candidat          | Parti politique                     | Votes   | %     |
| -------- | ----------------- | ----------------------------------- | ------- | ----- |
|          | Bill de Blasio    | Parti démocrate                     | 753 039 | 69,23 |
|          | Bill de Blasio    | Working Families Party              | 42 640  | 3,92  |
|          | Joe Lhota         | Parti républicain                   | 236 212 | 21,72 |
|          | Joe Lhota         | Parti conservateur de New York      | 24 888  | 2,29  |
|          | Joe Lhota         | Taxes 2 High                        | 2 500   | 0,23  |
|          | Joe Lhota         | Students First                      | 820     | 0,08  |
|          | Adolfo Carrion    | Parti de l'indépendance de New York | 8 675   | 0,80  |
|          | Anthony Gronowicz | Parti vert                          | 4 983   | 0,46  |
|          | Jack Hidary       | Jobs & Education                    | 2 922   | 0,27  |
|          | Jack Hidary       | Common Sense                        | 718     | 0,07  |
|          | Jimmy McMillan    | Rent Is Too Damn High               | 1 990   | 0,18  |
|          | Erick Salgado     | School Choice                       | 1 946   | 0,18  |
|          | Michael Sanchez   | Parti libertarien                   | 1 746   | 0,16  |
|          | Dan Fein          | Parti socialiste des travailleurs   | 758     | 0,07  |
|          | Autres            | Autres                              | 3 873   | 0,36  |